# Pseudoluperus wallacei
Pseudoluperus wallacei è una specie di insetto coleottero della famiglia Chrysomelidae.
Pseudoluperus wallacei è stato descritto scientificamente per la prima volta nel 1965 per Wilcox.